# Тунебо (язык)
Тунебо или ува (Aguas Blancas, Cobaría Tunebo, Eastern Tunebo, Lache, U’wa, Uwa-Tunebo) — чибчанский язык одноимённого народа. Диалекты:
- ангостурасский,
- восточный (предгорье Анд, край восточной равнины над Пас-де-Арипоро, в Барро-Негро, Сан-Лопе (Казанаре), к югу от Таме-Аруака),
- западный (департамент Южный Сантандер),
- центральный (департаменты Аруака и Бояка, северные склоны Сьерра-Невада-де-Кокуй; Калафита, Кобария (Бояка), Сатока, Тегрия (Бояка)), в Венесуэле (крайний запад штата Апуре, округ Паэс, муниципалитет Урданета, к югу от Сан-Кристобал, на реке Араука, возле колумбийской границы, восточнее территории языка гваибо)
- дуйт (в Дуйтама),
- синсига (в Чита, и вероятно, в Ройота и Кобария),
- тунебо (в Бокота, Кубугон, Маргуа, Синсига),
- тегрия (в долине Памплона и Ункасия-дель-Сараре, департамент Северный Сантандер).

Алфавит центрального тунебо: A a, B b, C c, Ch ch, E e, H h, I i, J j, M m, N n, O o, Q q, R r, S s, T t, U u, W w, Ŵ ŵ, Y y. В более ранней версии алфавита вместо Ŵ ŵ использовалась буква W̃ w̃.